# Лаврова, Вера Васильевна
Вера Васильевна Лаврова  (1915 — 2000) — советский врач-хирург. Герой Социалистического Труда (1969).

## Биография
Родилась 5 октября 1915 года в городе Бузулук, Самарской губернии Российской империи.
В 1940 году окончила Казанский медицинский институт. С 1940 по 1942 годы В. В. Лаврова работала хирургом в детской поликлинике города Ульяновска. С 1942 по 1944 годы —  главный врач сельской участковой больницы села Старая Сахча Мелекесского района Ульяновской области.
С 1944 по 1985 годы — главный врач Новочеремшанской участковой больницы Новомалыклинского района Ульяновской области. За многолетнюю работу главным врачом, В. В. Лаврова провела несколько тысяч операций, спасла жизнь сотням людей. Как главный врач добилась расширения больницы, внедрила в практику прогрессивные формы медицинского обслуживания.
2 декабря 1966 года  Указом Президиума Верховного Совета СССР «за отличие в труде» Вера Васильевна Лаврова была награждена Медалью «За трудовую доблесть».
4 февраля 1969 года  Указом Президиума Верховного Совета СССР «за большие заслуги в области охраны здоровья советского народа» Вера Васильевна Лаврова была удостоена звания Героя Социалистического Труда с вручением Ордена Ленина и золотой медали «Серп и Молот».
Помимо основной деятельности В. В. Лаврова избиралась депутатом Ульяновского областного Совета народных депутатов, членом Новомалыклинского райкома КПСС.
С 1985 года ушла на заслуженный отдых. Умерла 18 апреля 2000 года, похоронена на Северном кладбище города Ульяновска.

## Награды
- Медаль «Серп и Молот» (4.02.1969)
- Орден Ленина (4.02.1969)
- Медаль «За трудовую доблесть» (2.12.1966)
- Почетный гражданин Ульяновской области (1998).